# Tachibana-Klasse
Die Tachibana-Klasse (japanisch 橘型駆逐艦 Tachibana-gata kuchikukan), benannt nach der vorzugsweise in Japan heimischen Mandarinenart citrus tachibana, war eine Klasse von großen Geleitzerstörern der kaiserlich japanischen Marine aus der Zeit des Zweiten Weltkrieges. Die 14 gebauten Einheiten dieses Typs, es handelte sich hierbei um eine Weiterentwicklung beziehungsweise um ein modifiziertes Baulos der vorangegangenen Matsu-Klasse, wurden sämtliche im Jahr 1945 und somit in der Endphase des Krieges in Dienst genommen. Aufgrund der für Japan zu diesem Zeitpunkt bereits prekären Versorgungslage mit Treibstoffen, kamen die Schiffe nur in geringem Umfang zum Einsatz. Vier Einheiten (darunter eine in noch nicht vollendetem Zustand) gingen durch Kriegseinwirkungen verloren, ein Geleitzerstörer verblieb in Japan und wurde 1948 abgewrackt, die übrigen zehn Schiffe wurde nach Kriegsende 1945 an die Siegermächte ausgeliefert. Eines der im Krieg versenkten Schiffe, die Nashi, wurde 1954 von den Japanern gehoben, repariert und blieb unter dem neuen Namen Wakaba noch bis Anfang der 1970er Jahre bei den nach Kriegsende neu aufgestellten japanischen Marinestreitkräften im Dienst. 

## Technische Aspekte

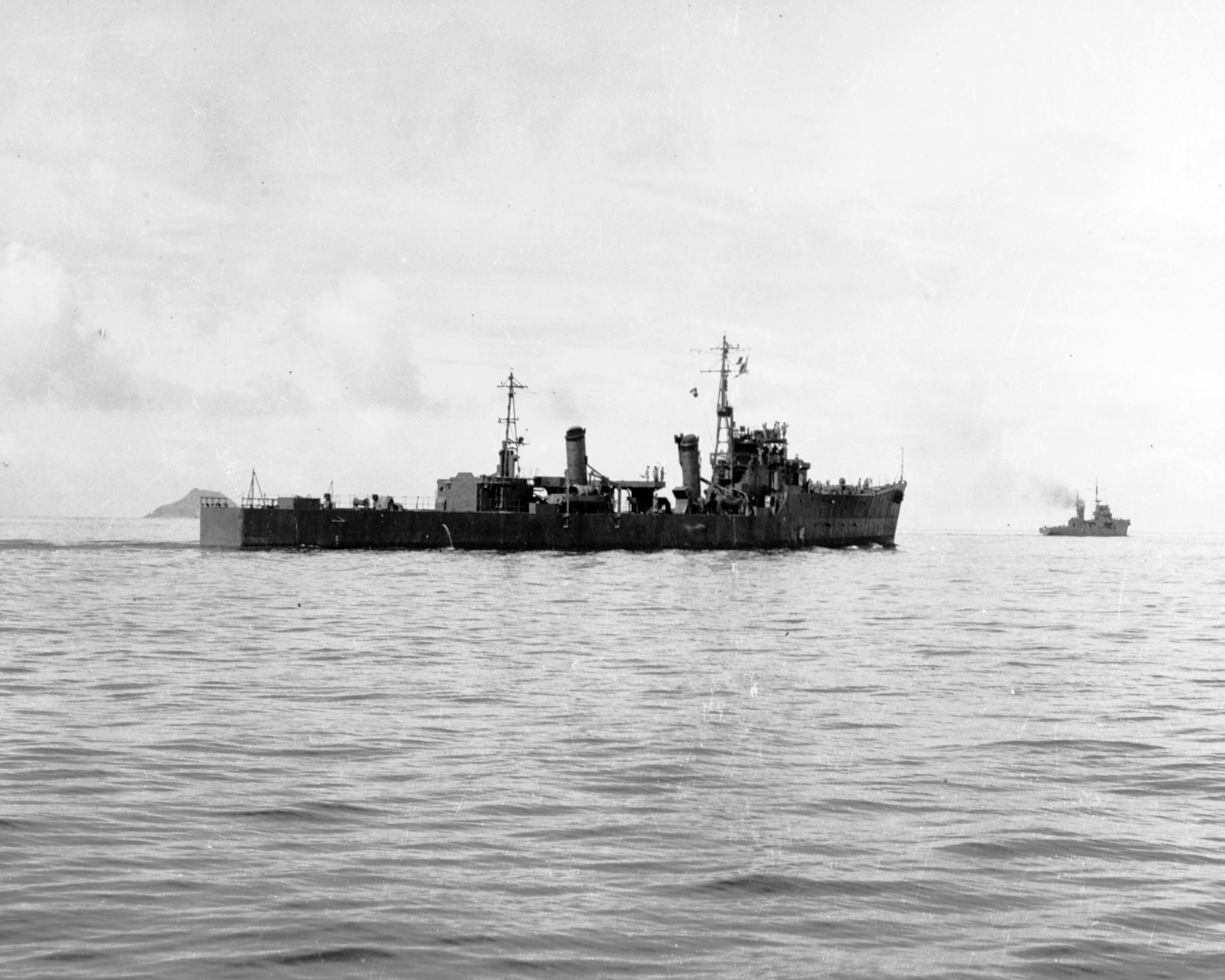
Der Geleitzerstörer Tsuta in bereits abgerüstetem Zustand (1947). Das glatte Spiegelheck ist gut erkennbar.

Die Einheiten der Tachibana-Klasse waren maximal 100,00 Meter lang und 9,35 Meter breit. Der Tiefgang lag in voll ausgerüstetem Zustand bei 3,37 Meter (und damit leicht höher als bei den Schiffen des Matsu-Typs).  Je nach Publikation wird zwischen den beiden Klassen allerdings nicht immer unterschieden – gleichwohl bestanden durchaus erhebliche bauliche Unterschiede. Im Gegensatz zur  Matsu-Klasse hatten die japanischen Konstrukteure bei der Tachibana-Klasse auf eine weitere Vereinfachung und Standardisierung hingewirkt, um den Bau der Schiffe beschleunigen zu können. Unter anderen waren die Schiffe aus unlegiertem Stahl gefertigt, was auch ein leicht höheres Gewicht beziehungsweise eine leicht höhere Wasserverdrängung von rund 50 ts bewirkte. Die maximale Wasserverdrängung unter Einsatzbedingungen betrug 1.640 ts. Weitere Unterschiede zum Matsu-Typ waren unter anderem: Weglassung aller unnötigen Krümmungen und Schwünge bei der Rumpfkonstruktion sowie Einführung eines glatt abschließenden Hecks (siehe Spiegelheck). Darüber hinaus wurde auf den Doppelboden des Matsu-Typs verzichtet – die Schiffe der Tachibana-Klasse verfügten somit nur über einen einfachen Rumpfboden. 
Die Maschinenanlage bestand aus zwei ölbefeuerten Kampon-Dampfkesseln und zwei Getriebeturbinen (ebenfalls vom marineeigenen Hersteller), die zwei Wellen ansteuerten. Mit einer Maschinenleistung von 19.000 WPS erzielten die Geleitzerstörer eine Höchstgeschwindigkeit von 27,8 Knoten (etwa 51 km/h). Mit einem maximalen Ölvorrat von 370 Tonnen erzielten die Schiffe, bei einer sparsamen Marschfahrt von 16 Knoten, eine Reichweite von rund 4.680 Seemeilen. Die Hauptbewaffnung blieb identisch zum Vorgängermodell und setzte sich aus drei 12,7-cm-Geschützen zusammen, wobei auf dem Vorschiff eine Einzellafette (mit Turmschild) und auf dem Achterdeck eine Doppellafette (ohne Turmschild) installiert wurden. Im Vergleich zum Matsu-Typ wurde die leichte Flakbewaffnung indessen leicht erhöht von 24 25-mm-Flak auf bis zu 31 Rohre (in vier Drillings- und maximal 19 Einzellafetten). Darüber hinaus besaßen die Schiffe einen Vierlingstorpedorohrsatz (im Kaliber 61 Zentimeter für Torpedos des Typs 93), wobei sich allerdings keine Reservetorpedos und kein Torpedonachladesystem an Bord befanden. Zur Bekämpfung von U-Booten führte jedes Schiff 60 Wasserbomben mit sich, die über zwei Abrollgestelle am Heck sowie über sechs Wasserbombenwerfer (zwei vom Typ 94, vier vom Typ 3) zum Einsatz gebracht werden konnten.  
An Sensoren verfügten die Schiffe über ein Typ-13-Luftzielradar (zwei Meter Wellenlänge, 10 kW, Erfassung einzelner Flugzeuge bis etwa 50 Kilometer Distanz), teils ein Typ-22-Seezielradar sowie ein Sonargerät des Typs 93.

## Liste der Schiffe
| Bau-Nr. | Name               | Bauwerft              | Kiellegung         | Stapellauf        | Indienststellung | Verbleib |
| ------- | ------------------ | --------------------- | ------------------ | ----------------- | ---------------- | --- |
| 5511    | Tachibana (橘)     | Marinewerft Yokosuka  | 8. Juli 1944       | 14. Oktober 1944  | 20. Januar 1945  | versenkt am 15. Juli 1945 durch US-Trägerflugzeuge vor Hakodate, 135 Tote. |
| 4809    | Nire (楡)          | Marinewerft Maizuru   | 14. August 1944    | 25. November 1944 | 31. Januar 1945  | im Juni 1945 bei Luftangriff beschädigt, in Japan nach Kriegsende verblieben, im April 1948 abgewrackt. |
| 5514    | Tsuta (蔦)         | Marinewerft Yokosuka  | 31. Juli 1944      | 2. November 1944  | 8. Februar 1945  | überstand den Krieg, Auslieferung als Kriegsbeute an China im Juli 1947, dort bis November 1954 unter dem Namen Hua Yang in Dienst.                                                                             |
| 5517    | Hagi (萩)          | Marinewerft Yokosuka  | 11. September 1944 | 27. November 1944 | 1. März 1945     | überstand den Krieg, Auslieferung als Kriegsbeute an das Vereinigte Königreich im Juli 1947, danach abgebrochen.                                                                                                |
| 5499    | Kaki (柿)          | Marinewerft Yokosuka  | 5. Oktober 1944    | 11. Dezember 1944 | 5. März 1945     | überstand den Krieg, Auslieferung als Kriegsbeute an die Vereinigten Staaten im Juli 1947, als Zielschiff am 19. August 1947 versenkt.                                                                          |
| 4811    | Shii (椎)          | Marinewerft Maizuru   | 18. September 1944 | 13. Januar 1945   | 13. März 1945    | überstand den Krieg, Auslieferung als Kriegsbeute an die Sowjetunion im Juli 1947, dort als Zielschiff mit Kennung TSL-24 vermutlich bis mindestens 1960 in Fahrt.                                              |
| 4810    | Nashi (梨)         | Kawasaki-Schiffswerft | 1. September 1944  | 17. Januar 1945   | 15. März 1945    | versenkt am 28. Juli 1945 durch US-Trägerflugzeuge in Kure. 1954 gehoben, bei den neu gegründeten japanischen Marinestreitkräften bis mindestens 1971 in Dienst unter dem Namen Wakaba. Um 1972/73 abgebrochen. |
| 5520    | Sumire (菫)        | Marinewerft Yokosuka  | 21. Oktober 1944   | 27. Dezember 1944 | 26. März 1945    | überstand den Krieg, Auslieferung als Kriegsbeute an das Vereinigte Königreich am 23. August 1947, als Zielschiff kurz danach versenkt.                                                                         |
| 4812    | Enoki (榎)         | Marinewerft Maizuru   | 14. Oktober 1944   | 27. Januar 1945   | 31. März 1945    | gesunken nach Minentreffer am 26. Juni 1945 vor Fukui, 1948 gehoben und verschrottet. |
| 5521    | Kusunoki (楠)      | Marinewerft Yokosuka  | 9. November 1944   | 8. Januar 1945    | 28. April 1945   | überstand den Krieg, Auslieferung als Kriegsbeute an das Vereinigte Königreich im Juli 1947, 1947/48 abgebrochen.                                                                                               |
| 4814    | Odake (雄竹)       | Marinewerft Maizuru   | 5. November 1944   | 10. März 1945     | 15. Mai 1945     | überstand den Krieg, Auslieferung als Kriegsbeute an die Vereinigten Staaten im Juli 1947, als Zielschiff am 17. September 1947 versenkt.                                                                       |
| 5522    | Hatsuzakura (初櫻) | Marinewerft Yokosuka  | 4. Dezember 1944   | 10. Februar 1945  | 18. Mai 1945     | überstand den Krieg, Auslieferung als Kriegsbeute an die Sowjetunion im Juli 1947, dort als Zielschiff mit der Kennung TSL-26 vermutlich bis 1958 in Fahrt.                                                     |
| 5500    | Kaba (樺)          | Fujinagata Zōsen      | 15. Oktober 1944   | 27. Februar 1945  | 29. Mai 1945     | überstand den Krieg, Auslieferung als Kriegsbeute an die Vereinigten Staaten im August 1947, im März 1948 abgebrochen.                                                                                          |
| 4815    | Hatsuume (初梅)    | Marinewerft Maizuru   | 8. Dezember 1944   | 25. April 1945    | 18. Juni 1945    | überstand den Krieg, Auslieferung als Kriegsbeute an China im Juli 1947, dort unter dem Namen Xin Yang vermutlich bis 1961 in Fahrt.                                                                            |
| 5491    | Yaezakura (八重櫻) | Marinewerft Yokosuka  | 18. Dezember 1944  | 17. März 1945     | –                | im Juli 1945 bei US-Luftangriff in Yokosuka durch Bombentreffer während der Ausrüstung versenkt, noch 1945 abgebrochen.                                                                                         |